# American Orchid Society

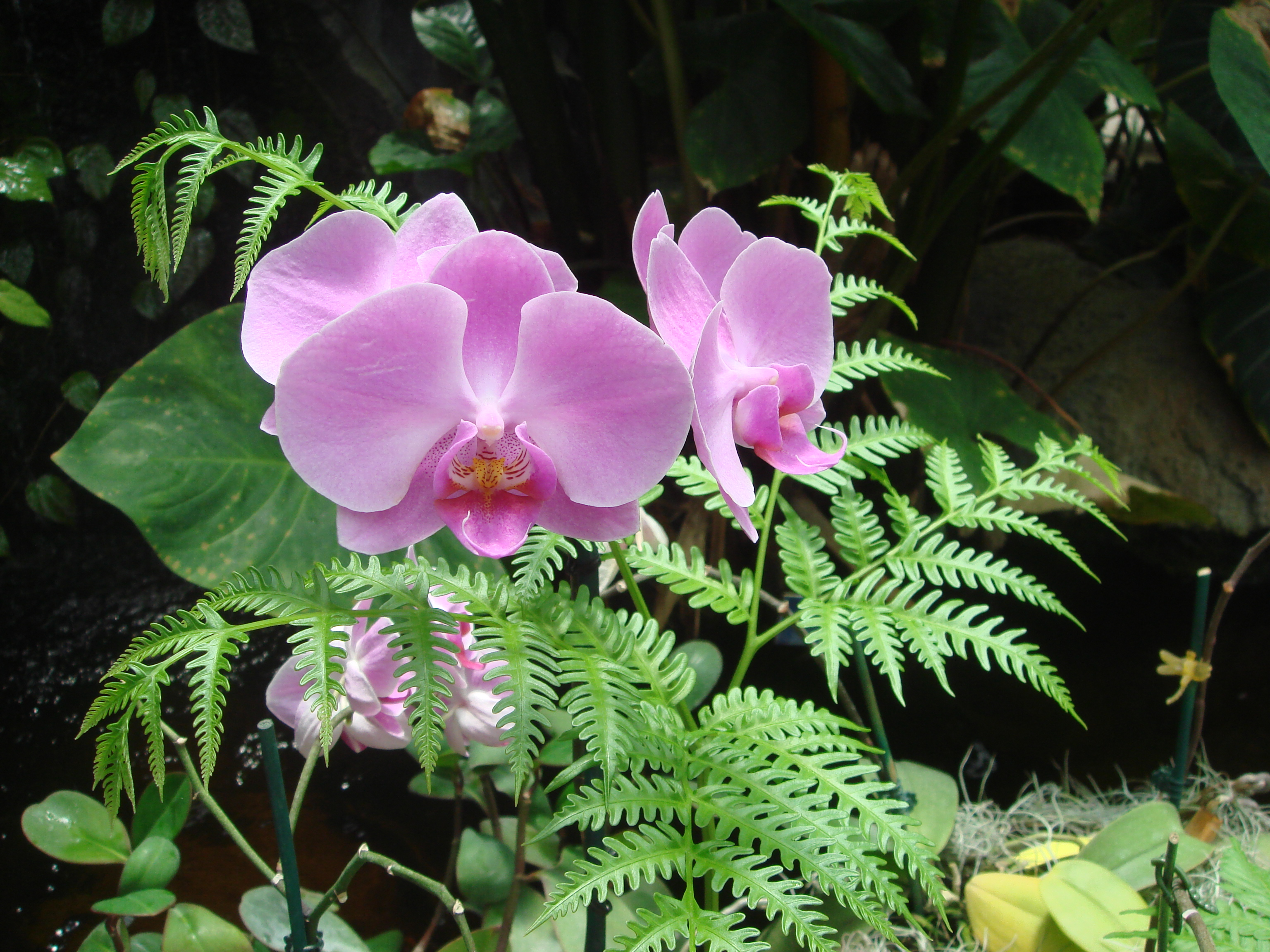
Гибридный фаленопсис на выставке, организованной Американским обществом любителей орхидей

American Orchid Society (AOS) — Американское орхидное общество, или Американское общество любителей орхидей.
Основано 7 апреля 1922 года 35 мужчинами и 1 женщиной.
C начала своего образования общество занимается просветительской деятельностью, организацией выставок, созданием и реализацией системы оценки и награждения орхидей находящихся в культуре и обладающих высокими характеристиками, а также проводит работу по сохранению орхидей в местах их обитания.
C 1932 года общество издавало Бюллетень (AOS Bulletin), с 1997 года вместо него выпускается журнал «Orchids».

## Награды AOS
Награды Американского орхидного общества являются одной из самых уважаемых оценок качества растений.
- FCC — First Class Certificate (Сертификат первого класса). Награда за лучшее качество цветка. Присуждается видовому или гибридному растению, получившему 90 — 100 баллов по 100 балльной шкале.
- AM — Award of Merit (Диплом отличия). Присуждается видовому или гибридному растению, получившему 80 — 89 баллов по 100 балльной шкале.
- HCC — Highly Commended Certificate (Сертификат благодарности). Присуждается видовому или гибридному растению, получившему 75 — 79 балов по 100 балльной шкале.
- JC — Judges' Commendation (Судейская симпатия). Присуждается орхидее за её положительные отличительные особенности, отмеченные единогласно всеми судьями, однако не достаточные для получения наивысших оценок.
- AD — Award of Distinction (Диплом отличия). Присуждается однократно растению — достойному представителю для размножения. Награда присуждается без очков, единогласно всеми судьями.
- AQ — Award of Quality (Диплом качества). Присуждается однократно растению-родителю, которое участвовало в скрещивании и передало свои индивидуальные особенности группе растений (не менее 12 штук) или соцветиям различных клонов гибридных или видовых орхидей.
- СBR — Certificate of Botanical Recognition (Сертификат ботанического признания). Награждается редкая, необыкновенная орхидея представляющая интерес для изучения. Диплом присуждается временно и регистрируется в судейской комиссии до предоставления таксономических данных владельцем орхидеи.
- СHM — Certificate of Horticultural Merit (Сертификат садоводческих заслуг). Награждается эстетически красивая орхидея (вид или природный гибрид). Диплом присуждается временно и регистрируется в судейской комиссии до предоставления таксономических данных владельцем орхидеи.
- СCE — Certificate of Cultural Excellence (Сертификат лучшего культивирования). Присуждается владельцу хорошо развитого растения, продемонстрировавшему обильное цветение. Растение должно набрать более 90 баллов по 100 балльной шкале.
- СCM — Certificate of Cultural Merit (Сертификат за заслуги в кульвировании). Присуждается владельцу хорошо развитого растения, продемонстрировавшему обильное цветение. Растение должно набрать 80-89 баллов по 100 балльной шкале.
- Butterworth Prize.
- American Orchid Society Special Annual Awards Benjamin C. Berliner Award. Эта награда присуждается попечителями AOS. Присуждается наиболее выдающимся растениям рода Lycaste и некоторым близким ему родам.
- Milton Carpenter Intergeneric Onciidinae Award. Присуждается с 2005 года, наиболее ярким примерам межродовой гибридизации внутри альянса Oncidiinae.
- Robert B. Dugger Odontoglossum Award. Награждаются наиболее яркие представители Odontoglossum альянса.
- Roy T. Fukumura Vandaceous Award.
- Herbert Hager ''Phalaenopsis'' Award. Присуждается с 1992 года наиболее ярким представителям рода фаленопсис (оцениваются, как виды так и гибриды).
- The Ernest Hetherington Cymbidium Award. Эта награда в честь Эрнеста Хетерингтона была учреждена в 2006 году. Выдаётся за счёт пожертвований Общества любителей Cymbidium Америки (оцениваются, как виды так и гибриды альянса Cymbidium).
- Fred Hillerman Award. Эта награда была учреждена в 2000 году, и предоставляется ежегодно попечителями AOS. Награждаются наиболее яркие представители Angraecoid альянса.
- Merritt W. Huntington Award.
- Ann and Phil Jesup Botanical Trophy.
- Benjamin Kodama Award. Эта награда была учреждена в 1996 году в честь Бенджамина Кодама. Предоставляется ежегодно попечителями AOS. Награждаются наиболее яркие представители Dendrobium альянса.
- Carlyle A. Luer Pleurothallid Award. Награждаются наиболее яркие представители Pleurothallidinae альянса.
- Masatoshi Miyamoto Cattleya Alliance Award. Награждаются наиболее яркие представители Cattleya альянса.
- James and Marie Riopelle Miltonia Award. Награждаются наиболее яркие представители Miltonia альянса.
- Bill Thoms Award. Награждаются наиболее яркие представители Bulbophyllinae альянса.
- W.W. Wilson Cypripedioideae Award. Награждаются наиболее яркие представители Cypripedioideae альянса.
- Nax Botanical Trophy[3].